# B' Katīgoria 1959-1960
La B' Katīgoria 1959-1960 fu la 6ª edizione della B' Katīgoria, la prima dopo la sospensione della stagione precedente; vide la vittoria finale dell'Alkī Larnaca.

## Stagione

### Novità
In assenza di retrocessioni dalla A' Katīgoria e di nuove affiliazioni, le squadre partecipanti rimasero le stesse della precedente stagione, con l'eccezione dell'Orpheas Nicosia, che era stato promosso.

### Formula
Le otto squadre partecipanti erano divisi in due gruppi, su base geografica. In ogni girone le squadre si incontravano in turni di andata e ritorno; erano assegnati due punti per la vittoria, uno per il pareggio e zero per la sconfitta. I due vincitori dei due gironi effettuavano un turno di play-off con gare di andata e ritorno; il vincitore veniva ammesso alla A' Katīgoria.

## Girone 1
Squadre rappresentanti città appartenenti ai distretti di Laranca, Pafo e Limassol. Non è nota la classifica finale né le partite disputate, ma solo le squadre partecipanti e la vincitrice.

### Squadre partecipanti
| Club                 | Città    | Stadio             |
| -------------------- | -------- | ------------------ |
| Alkī Larnaca         | Larnaca  | Vecchio Stadio GSZ |
| Amathus Limassol     | Limassol | Stadio GSO         |
| APOP Paphou          | Pafo     | Stadio GSK         |
| Panellinios Limassol | Limassol | Stadio GSO         |

Vincitore: Alkī Larnaca

## Girone 2
Squadre rappresentanti città appartenenti ai distretti di Nicosia, Famagosta e Kyrenia. Non è nota la classifica finale né le partite disputate, ma solo le squadre partecipanti e la vincitrice.

### Squadre partecipanti
| Club               | Città     | Stadio             |
| ------------------ | --------- | ------------------ |
| AYMA Nicosia       | Nicosia   | Vecchio Stadio GSP |
| EN.A.O.            | Nicosia   | Vecchio Stadio GSP |
| Othellos Famagosta | Famagosta | Stadio GSE         |
| PAEEK Kerynias     | Kyrenia   | GS Praxandros      |

Vincitore: EN.A.O.

## Spareggio promozione
| Squadra 1 | Totale | Squadra 2    | Andata | Ritorno |
| --------- | ------ | ------------ | ------ | ------- |
| EN.A.O.   | 5 - 9  | Alkī Larnaca | 1 - 6  | 4 - 3   |

### Verdetti
- Alki Larnaca promosso in A' Katīgoria.